# Adam Czabański
Adam Piotr Czabański (ur. w 1971) – polski socjolog, doktor habilitowany nauk społecznych, suicydolog, profesor Akademii im. Jakuba z Paradyża w Gorzowie Wielkopolskim, prezes Polskiego Towarzystwa Suicydologicznego, członek Komisji Ewaluacji Nauki.

## Życiorys
Studia magisterskie ukończył i doktorat obronił na Wydziale Nauk Społecznych Uniwersytetu im. Adama Mickiewicza w Poznaniu. Habilitował się na Katolickim Uniwersytecie Lubelskim. 
Zainteresowania naukowe skoncentrował wokół tematyki związanej z socjologią zdrowia, socjologią medycyny i patologiami społecznymi. Część publikacji poświęcił zagadnieniom samobójstw w aspekcie politologicznym. Interesuje się również problematyką samobójstw w czasach wojen. 
Był do 2021 kierownikiem Pracowni Socjologii Zdrowia i Patologii Społecznych Katedry Nauk Społecznych i Humanistycznych Uniwersytetu Medycznego im. Karola Marcinkowskiego w Poznaniu. 
Pracuje na stanowisku profesora uczelni w Akademii im. Jakuba z Paradyża w Gorzowie Wielkopolskim. 
Był wiceprezesem Polskiego Towarzystwa Suicydologicznego, w którym pełni obecnie funkcję prezesa. Jest członkiem Polskiego Towarzystwa Socjologicznego i Towarzystwa Naukowego Katolickiego Uniwersytetu Lubelskiego oraz autorem około 190 publikacji naukowych, w tym czternastu monografii. Jest laureatem naukowej nagrody I stopnia Ministra Zdrowia z 2011.
Członek Zespołu Roboczego ds. prewencji samobójstw i depresji przy Radzie do spraw Zdrowia Publicznego Ministerstwa Zdrowia. Ogólnopolski koordynator wolontariatu „Pomoc osobom w kryzysie samobójczym”. Ekspert kampanii społecznej „Życie warte jest rozmowy” i Biura ds. Zapobiegania Zachowaniom Samobójczym Instytutu Psychiatrii i Neurologii w Warszawie. 
W kwietniu 2023 został powołany w skład Komisji Ewaluacji Nauki na lata 2023–2027.

## Monografie
- Społeczne i jednostkowe determinanty zachowań samobójczych młodzieży, Poznań, 2001,
- Samobójstwa w Poznaniu podczas wojny 1939-1945. Socjologiczna analiza zjawiska, Poznań, 2003,
- Rezygnacja z życia w obliczu klęski żywiołowej. Powódź 1997 roku w Polsce, Poznań, 2005,
- Samobójstwa nauczycieli w Poznaniu i Wrocławiu podczas II wojny światowej, Poznań, 2008[7],
- Napisy na murach jako archetyp forów internetowych, Poznań, 2008[7],
- Samobójstwa altruistyczne. Formy manifestacji, mechanizmy i społeczne reperkusje zjawiska, Kraków, 2009,
- Profilaktyka postsuicydalna dla młodzieży i jej rodzin, Poznań, 2009,
- Samobójstwa na torach. Socjologiczna analiza zjawiska, Poznań, 2013[8].